# Brzeziny (Warszawa)
Brzeziny – osiedle i obszar MSI w północno-wschodniej części Warszawy, w dzielnicy Białołęka.

## Opis
Osiedle znajduje się przy granicy z Targówkiem, sąsiaduje z osiedlami: Grodzisk, Lewandów, Aleksandrów i Białołęka Szlachecka. Osiedle znajduje się po obu stronach ulicy Ostródzkiej, między Kanałem Bródnowskim a ul. Głębocką. Jego granice Brzezin, według Miejskiego Systemu Informacji, wyznaczają ulice: od zachodu ul. Białołęcka, ul. Włodkowica, ul. Szlachecka, ul. Płochocińska, od południa Trasa Toruńska, od wschodu ul. Ostródzka, od północy ul. Zdziarska i ul. Przy Kanale.
Jeszcze w pierwszej połowie XX wieku Brzeziny były podwarszawską wsią. W 1977 zostały włączone do Warszawy.
W Brzezinach przeważa zabudowa jednorodzinna. Przy ulicy Kamykowej znajdują się relikty cmentarza kolonistów niemieckich, którzy osiedlali się w tych rejonach w XIX wieku.